# Santa Victoria
Santa Victoria é um município da província de Salta, na Argentina.